# أبو جعفر بن هارون الترجالي
أبو جعفر بن هارون الترجالي (بالإسبانية: Abu Jafar ibn Harun al-Turjali)‏ (ت. نحو 575 هـ / نحو 1180 م) هو طبيب ، من أهل إشبيلية.
ولد في ترجالة وتوفي بإشبيلية. ترجمه ابن أبي أصيبعة في طبقاته.